# Musée militaire Park France
 (janvier 2024).
Le MM Park France est un musée consacré à la Seconde Guerre mondiale situé à La Wantzenau en Alsace. Ce musée réunit la collection de son fondateur, Éric Kauffmann, l'une des plus importantes d'Europe, et la collection Sussex 1944 de Dominique Soulier, anciennement installée au Musée du Pays de la Zorn à Hochfelden.

## Histoire du musée

### Inauguration
Le musée ouvre ses portes le 1er mars 2017, plus de 7 ans après le lancement du projet initié par Éric Kauffmann. Ce dernier, qui a acheté le bâtiment en 2010, souhaitait réunir en un lieu sa collection. Il l'a commencée dans les granges et les maisons abandonnées, puis a voyagé à travers le monde, des États-Unis à la Russie pour ramener un char soviétique notamment. Après 20 années passées à collecter tous ces objets rares, il propose désormais sa collection au grand public au sein de ce parc qui se veut ludique et pédagogique.

### Agencement
Le MM Park France est, avec ses 7 000 m2, l'un des plus grands musées d'Europe consacrés à la Seconde Guerre mondiale. Au rez-de-chaussée se trouvent deux grands halls d'exposition avec notamment les véhicules, le parc de loisirs et un restaurant. À l'étage se situent les armes, les uniformes ainsi que la salle abritant la collection Sussex 1944. Des salles sont à louer pour professionnels et particuliers, afin d'y organiser des événements (séminaire, assemblée générale, réunion, cocktail...).

### Expositions
Une présentation sur la déportation, obtenue grâce à une convention avec le Centre européen du résistant déporté du Struthof, est visible au musée.

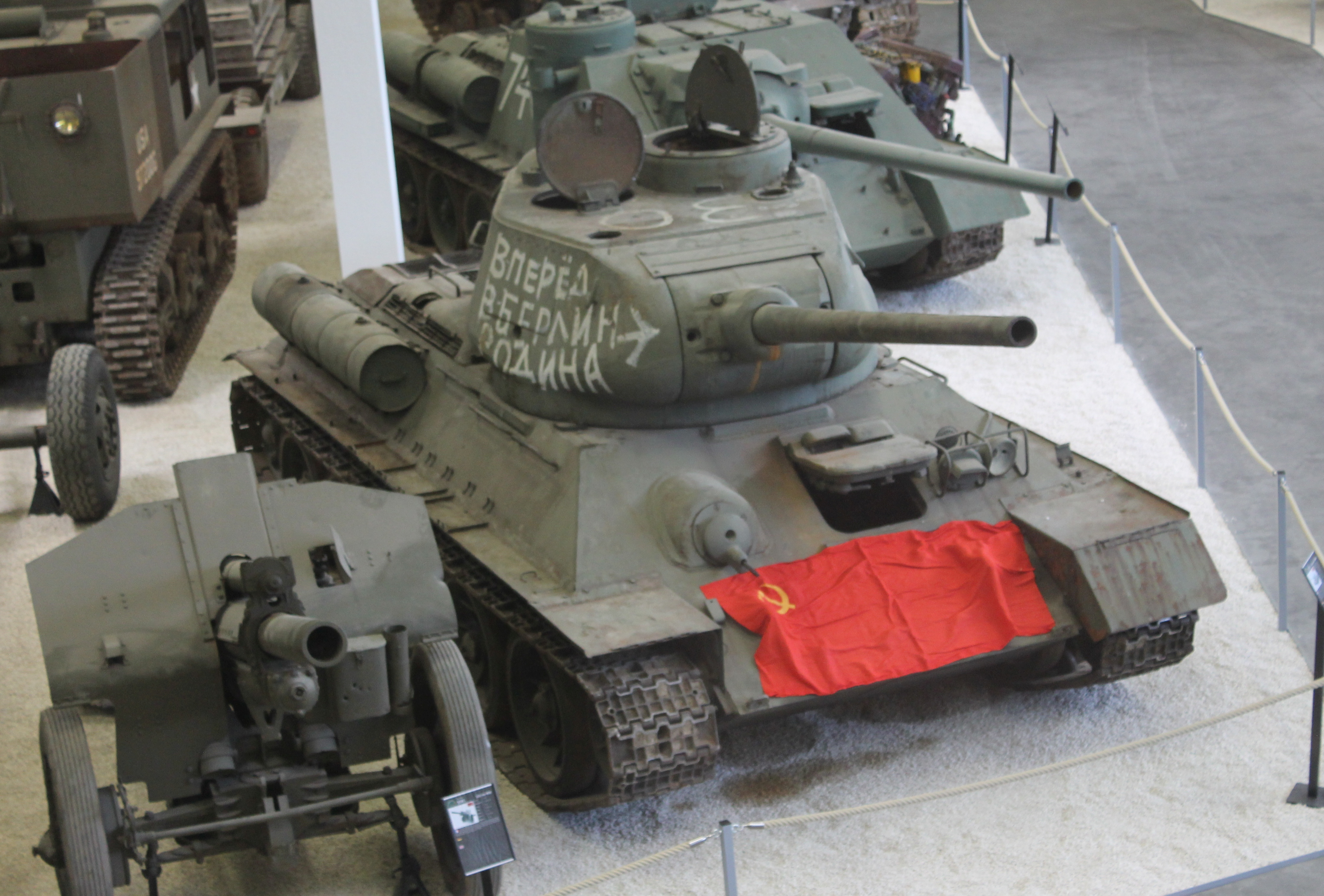
T-34/85 Russe

### Association
Le MM Park France est à mettre en lien avec l'Association de sauvegarde du patrimoine historique militaire (ASPHM), qui n'est autre que l'association qui gère la collection d'Éric Kauffmann.

## Les collections
En plus de toutes ces collections on trouve au MM Park : un kiosque de U-Boot, des mines sous-marines, un Tobrouk avec tourelle Pz II et une cloche d’observation du mur de l’Atlantique que l'on peut visiter en passant par un couloir souterrain.

### Véhicules
Ce musée compte plus de 120 véhicules, un avion, ainsi qu'une vedette allemande de 20 mètres à flot, visible dans le bassin de la base de la Kriegsmarine reconstruite à l'identique. Le musée possède ses propres ateliers de restauration.
Liste non exhaustive des véhicules du musée :

#### Allemagne
- Mercedes L1500A, camion de transport de troupes léger[7]
- SdKfz 304 Springer, véhicule de démolition[8]
- SdKfz 251 Ausf. C, semi-chenillé[9]
- Tempo A400, véhicule tricycle[10]
- Volkswagen Kübelwagen (Type 82), véhicule léger militaire[11]
- Kettenkrad SdKfz 2, autochenille[12]
- SdKfz 302 Goliath, véhicule de démolition[13]
- Stoewer Type 40, véhicule tout terrain[14]
- SdKfz 11 leichter Zugkraftwagen 3 t. semi-chenillé[15]
- Borgward SdKfz 11 3 t, semi-chenillé[16]
- Leichter Schützenpanzerwagen auf Unic P-107 U-304 (f), semin-chenillé citroën modifié[17]
- Raupenschlepper Ost, tracteur chenillé léger[18]
- SdKfz 3B Ford V3000 Maultier, semi-chenillé[19]
- Opel Blitz 1 T., camion léger rapide[20]
- Hotchkiss H 39 (f), char léger français[21]
- Peugeot DMA, camion léger français[22]
- Phänomen radio, camion[23]
- Raupenschlepper Ost 2, tracteur chenillé léger[24]
- Jagdpanzer 38 (t) Hetzer, Chasseur de chars[25]
- Projecteur Flakscheinwerfer Flak-Sw 34, projecteur anti-aérien[26]
- Stromaggregat, groupe électrogène[27]
- SdKfz 8 schwere Zugkraftwagen 12, semi-chenillé[28]
- Flak 38, canon anti-aérien de 20 mm[29]
- Flakvierling 38, combinaison de 4 canons Flak 38[30]
- Pak 40, canon antichar de 75 mm[31]
- Raketenwerfer 43, canon antichar sans recul de 88 mm[32]
- SFH 18, obusier de 150 mm[33]
- Pak 36, canon antichar de 37 mm[34]
- Remorque allemande[35]
- Dieselelektrische Raupenfräse, déneigeuse[36]

#### Canada
- Harley-Davidson WLC, moto[37]
- C15TA, camion blindé[38]
- Fox, véhicule de reconnaissance blindé[39]
- GM Otter Mk I, véhicule de reconnaissance blindé[40]
- M7 Sexton, Canon automoteur[41]
- CMP Ford 60S, camion[42]

#### États-Unis
- Canon de 155 mm Long Tom, canon de campagne[43]
- GMC DUKW 353, véhicule amphibie[44]
- Howitzer 105 mm M2A1, pièce d'artillerie de campagne tractée[45]
- LVT4 Alligator, char amphibie[46]
- Half-track M3, véhicule de transport de troupes blindé[47]
- Half-track M3A1, véhicule de transport de troupes blindé[48]
- Sherman M4A2, char de combat[49]
- Tracteur M5, tracteur d'artillerie[50]
- M5A1 Stuart, char léger[51]
- M7 Priest, canon automoteur[52]
- M8 Greyhound, véhicule blindé léger[53]
- M10 tank destroyer, chasseur de chars[54]
- Half-track M16, véhicule de soutien anti-aérien pour infanterie[55]
- M22 Locust, char de combat transportable par avion[56]
- M24 Chaffee, char léger[57]
- M26 Pershing, char lourd[58]

#### France

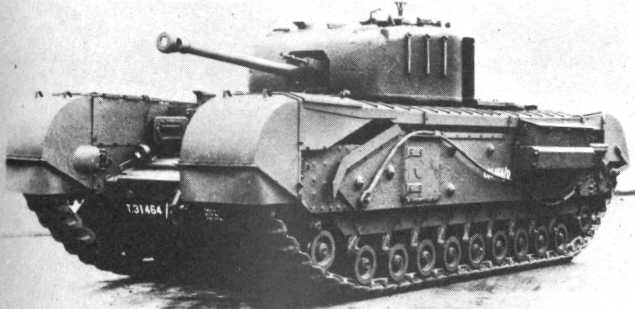
Churchill, char de combat

ARL 44
- Churchill, char de combatChenillette Renault UE

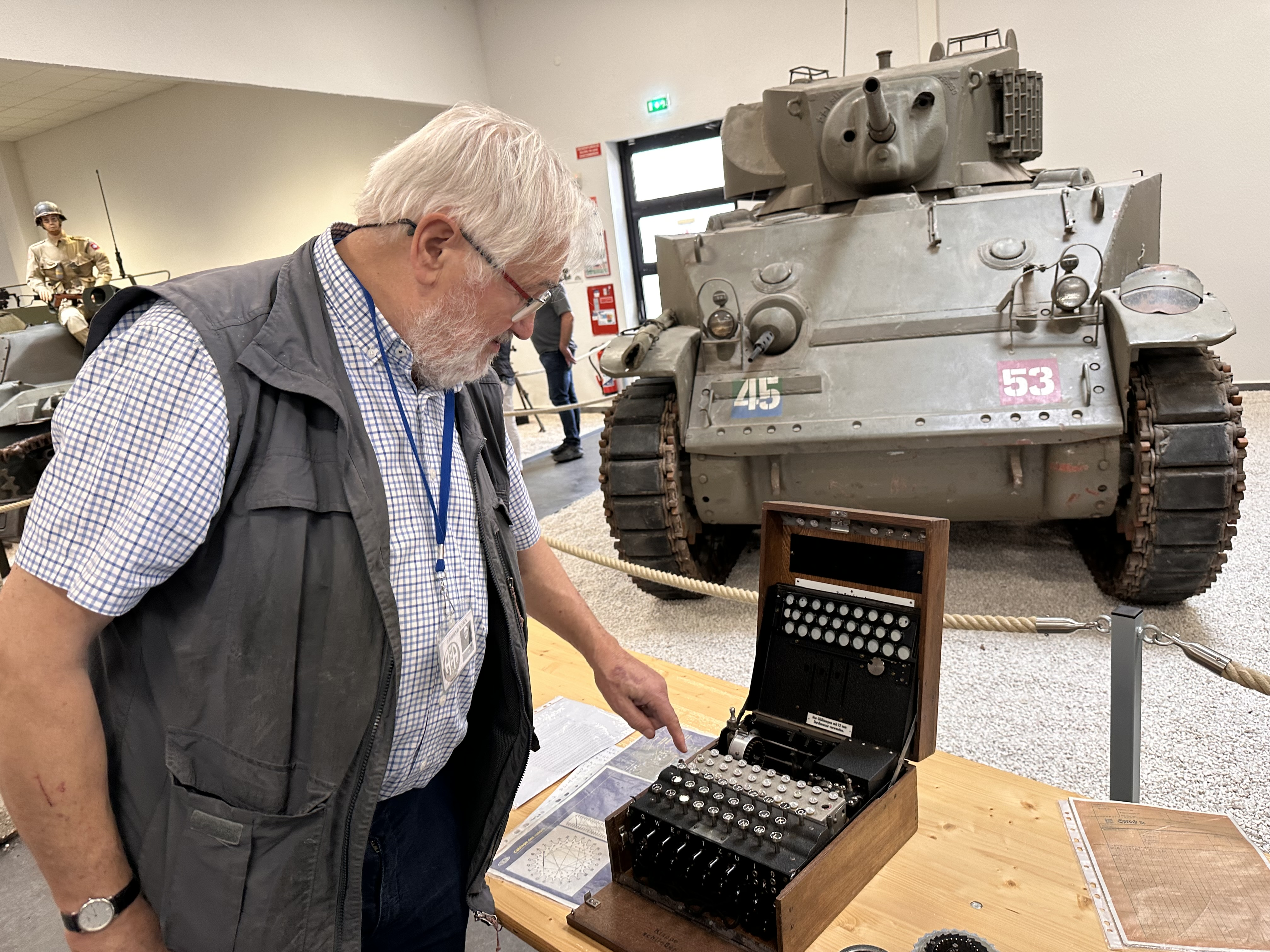
La machine enigma de 1942 du collectioneur Edmond Kern au Musée militaire Park France

#### Grande-Bretagne
- Churchill, char de combat[59]
- Comet, char de combat[60]
- Daimler Mk II, véhicule de reconnaissance blindé léger[61]
- Morris Car Mk, véhicule de reconnaissance blindé léger[62]
- Humber Mk IV, véhicule de reconnaissance blindé léger[63]
- Valentine V, char de combat[64]
- 25-pdr Mk II, canon/obusier[65]

#### Italie
- Breda Modèle 35, canon antiaérien italien de 20 mm[66]

#### URSS
- Gaz-67B, véhicule tout terrain[67]
- ISU-152, canon automoteur[68]
- T-34/85, char de combat moyen[69]
- SU-100, chasseur de chars[70]

### Uniformes
Nations représentées :
- Allemagne[71]
- Bulgarie[72]
- États-Unis[73]
- France (avant 1940-1940 et 1941-1945)[74],[75]
- Grande-Bretagne[76]
- Royaume d'Italie (Italie fasciste et République sociale italienne)[77]

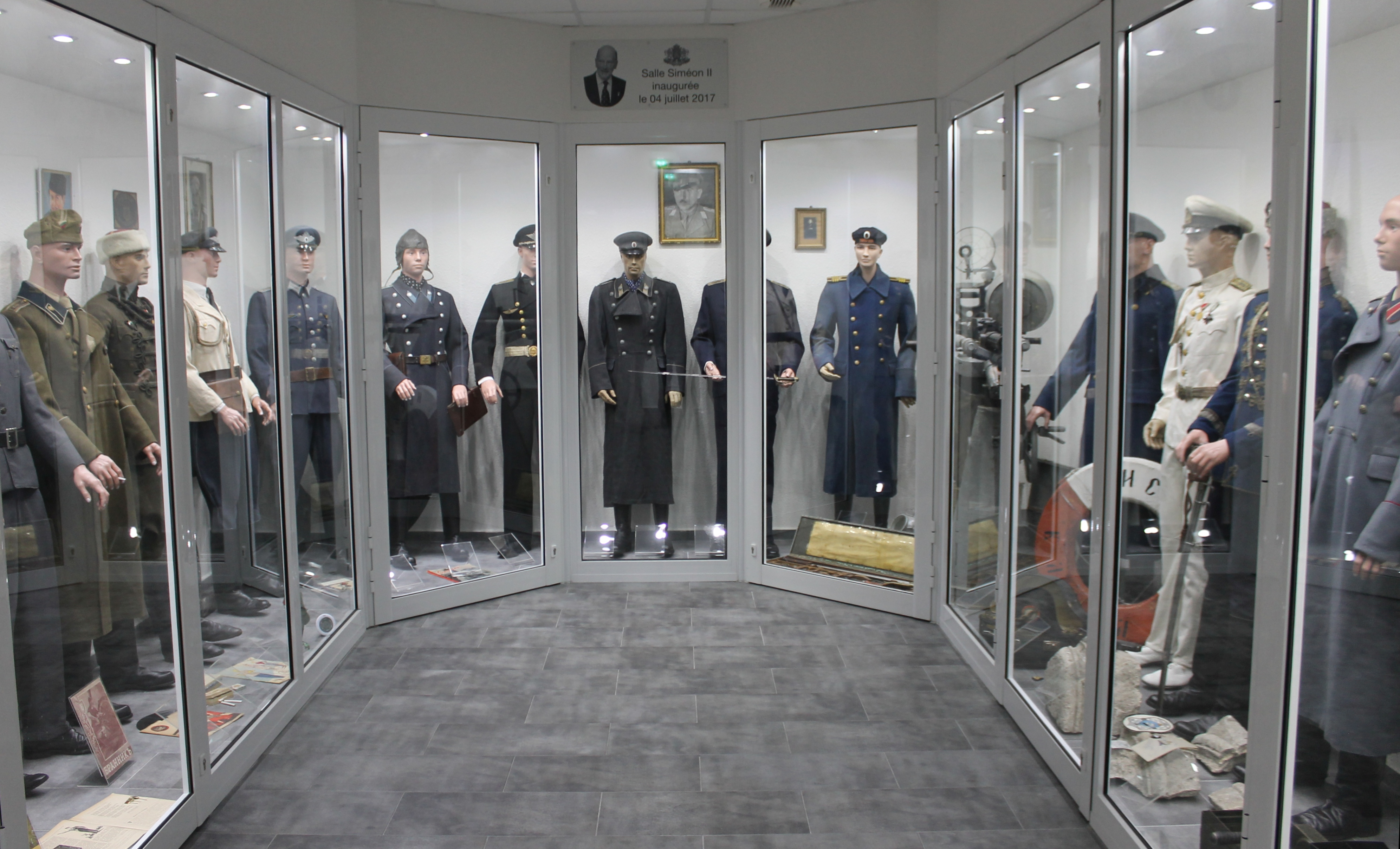
Uniformes bulgares

- URSS[78]

### Armes
Les armes sont consultables ici.

### Photos et cartes postales
Le musée possède une collection importante de photos et de cartes postales de la région de La Wantzenau datées du début du XXe siècle.

### CollectionSussex1944
La collection Sussex 1944 est dédiée à tous les hommes et les femmes qui ont participé aux opérations du plan Sussex. Elle appartient à Dominique Soulier, fils de Georges Soulier, ancien agent Sussex qui fut parachuté à Nantes le 2 juin 1944 lors de la mission « VIS ». Envoyé en France juste avant le débarquement du 6 juin 1944, il était chargé de transmettre à Londres, depuis Blois, des renseignements sur les mouvements de l'armée allemande en bord de Loire.

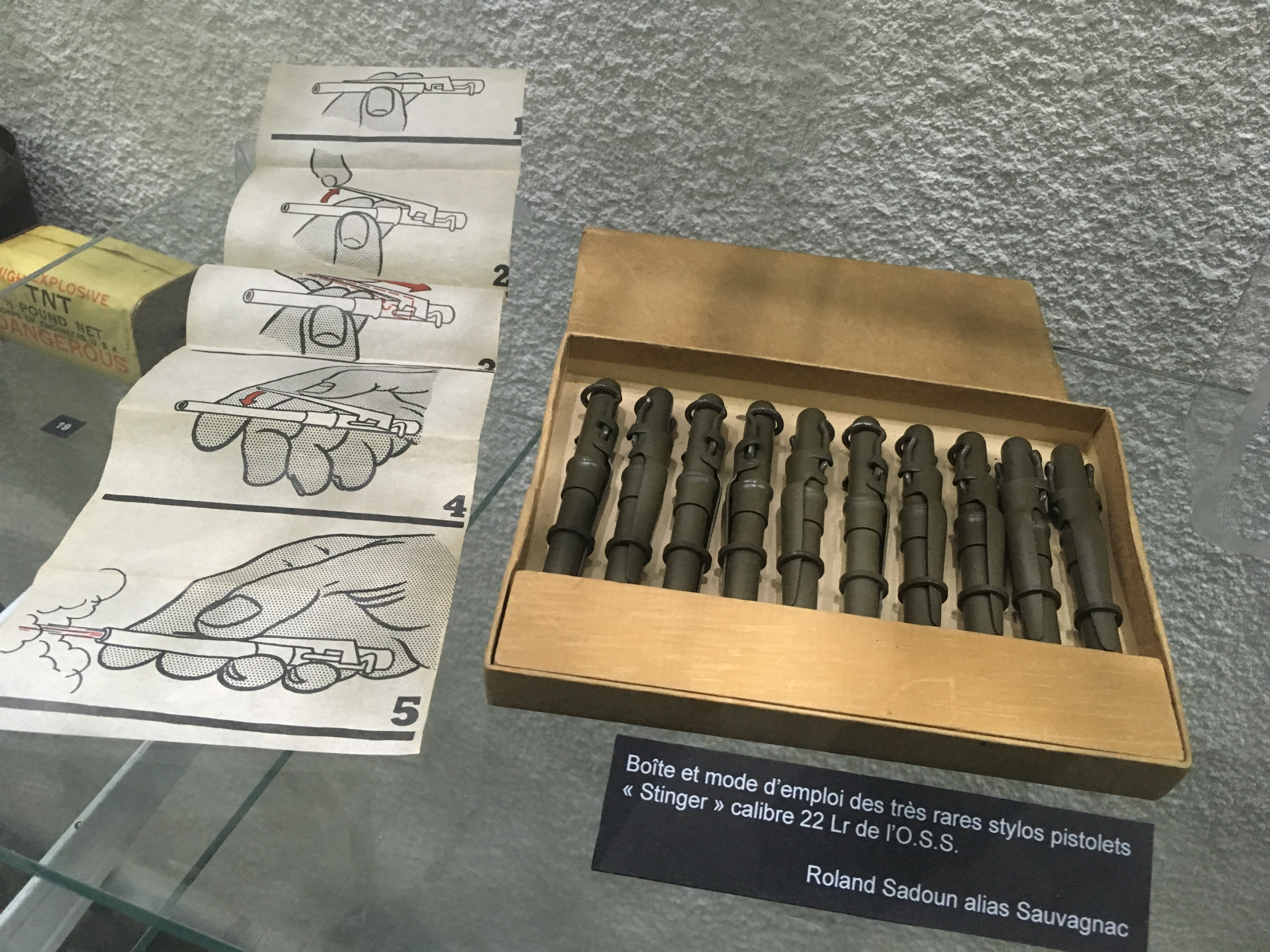
Pistolet Stinger de la collection "Sussex"

## Activités du musée

### Parc de loisirs
Il existe un parc de loisirs ouvert au sein du musée qui propose plusieurs attractions (comprises dans le tarif d'entrée) :
- Le simulateur de vol, pour s’initier au pilotage et faire de véritables loopings dans un cockpit de chasseur de la Seconde Guerre mondiale[80]
- Le parcours D-Day, parcours d’accrobranche et tyrolienne
- Le stand de tir, pour tirer à la carabine à plomb

### Autres activités
- Le petit cinéma, qui diffuse des reportages courts

## MM Bulgaria
Il existe un musée similaire au musée militaire Park France en Bulgarie, le MM Bulgaria. Il est situé à 12 km au sud de Varna, il y est exposé sur 300 m2 de surface plus d’une centaine de mannequins, des armes, ainsi que des médailles représentant l'histoire bulgare durant la Seconde Guerre mondiale.